# ري مونيوث
ري مونيوث (بالإنجليزية: Rie Muñoz)‏ هي فنانة أمريكية، ولدت في 17 أغسطس 1921، وتوفيت في 6 أبريل 2015.